# 양녕대군
양녕대군(讓寧大君, 1394년 ~ 1462년 11월 8일(음력 9월 7일))은 조선 시대 초기의 왕자이자 정치인, 화가, 시인이다. 태종의 장남이자 적장남으로 어머니는 원경왕후이다.

## 개요
그는 조선 태종과 원경왕후 민씨의 장남으로 출생하였으며 본관은 전주(全州), 성은 이(李), 휘는 제(禔), 자 후백(厚伯), 시호는 강정(剛靖)이다. 조선 효령대군, 세종, 성녕대군의 첫째 친형이다.
1404년(태종 4년) 왕세자에 책봉되고 1409년부터 부왕 태종이 정사를 보지 않을 때 정치에 참여했고, 이후 1412년에서 1413년까지 부왕 태종의 명에 따라 대리청정을 1년간 하였으며 명나라 사신 접대와 강무시솔행(講武時率行) 등 세자로서의 역할을 수행했다. 자유분방한 성격으로 부왕 태종과 마찰을 빚다가 유정현(柳廷顯) 등의 상소로 폐위되었다. 그 뒤 셋째 아들 충녕대군(忠寧大君)이 왕세자가 되었다. 세자 폐위 이후에도 자유분방한 활동이 문제가 되어 여러 번 탄핵을 당하였으나, 세종의 각별한 배려로 처벌을 받은 적은 없었다.
평소 시를 잘 짓고, 그림을 잘 그렸으나 작품들은 대부분 인멸되거나 실전되었다. 일설에는 왕세자 자리를 양보한 것은 그의 본심이었다는 설과 본심이 아니었다는 설이 양립하고 있다. 증(贈) 의정부좌의정 광산군(光山君)에 증직된 광산 김씨 김한로(金漢老)의 딸이자 본처인 수성군부인 김씨 사이에서 3남 5녀를 두었으며, 첩에게서 7남 12녀를 낳았다.

## 생애

### 출생과 왕자 시절
양녕대군은 1394년에 정안군과 군부인 민씨(뒤의 원경왕후)의 장남으로 한성부에서 태어났다. 원래는 양녕대군도 태어나기 전 형 3명이 있었는데, 조선을 건국하기 전 모두 사망하여 양녕대군이 장남이 되었으며 곧 1402년(태종 2년) 3월 8일 제(禔)란 이름을 받았고 그 해 4월 18일에 원자(元子)로 책봉되었다. 
1404년 왕세자에 책봉되고, 1406년 명나라 사신으로 다녀왔다. 어려서 학자인 계성군 이래(李來)의 문하에서 효령대군, 충녕대군 등과 함께 수학하였으나 수업은 뒷전이고 참새나 바깥 풍경을 보며 다른 생각을 하였다 한다.
1407년(태종 7년) 입조하라는 명나라 성조(成祖) 영락제의 명을 , 그해 9월 25일 하진표사(賀進表使)로 명나라에 가게 되었다. 이때 완산부원군 이천우(李天祐), 단산부원군 이무(李茂), 계성군 이래(李來), 제학 맹사성(孟思誠), 총재 이현(李玄), 서장관 집의 허주(許稠) 등 백여명의 수행원을 데리고 연경에 다녀왔다.
영락제는 그에게 특별히 시를 지어서 선물로 주기도 하였다.
| “ | 조선의 왕자 제가 조공 닦으러 만리 길을 찾아오니 나이는 불과 열다섯이나 인재가 될 만하다. 글 읽고 도를 닦아 스스로 버리지 말고 부지런히 힘써서 집안 일을 훼손하지 말라. 예부터 화복(禍福)은 정해져 있는 것이 아니요 높은 산도 갈리고 바다도 옮겨지나니 조심하고 조심하라 | ” |

### 세자 시절
1407년(태종 7년) 14세에 광산 김씨 김한로의 딸과 혼인하였다. 김한로는 권세에는 관심이 없었으나 사위인 그가 폐위된 것을 전후하여 한때 유배당하기도 했다. 1408년 할아버지 태조 이성계가 사망하고, 태종은 외척 제거 목적으로 민무구 형제의 옥사를 계획한다. 양녕은 이들 두 외삼촌이 억울한 것을 알고 있었지만, 자신도 사건에 연루되어 화를 입을까 겁을 먹고 외숙인 민무구 형제가 태종에게 당하는 것을 보고도 외면하였다. 1409년부터 부왕 태종이 정사를 보지 않을 때 정치에 참여했고, 명나라 사신 접대와 강무시솔행(講武時率行) 등 세자로서의 역할을 수행하였다.
1410년 민무구, 민무질의 옥사가 발생했다. 이 일로 원경왕후는 병석에 누웠고, 친정에서 동생 민무휼과 민무회가 문병 차 대궐을 출입했다. 이때 민무휼과 민무회 형제가 양녕대군을 찾아가 두 형의 억울함을 하소연을 했다. 양녕대군은 어릴 때 외가에서 자라난 터라 이들과 가까이 지내기도 했다. 그러나 양녕은 두 외삼촌의 부탁을 딱 잘라 거절했다. 거절했을 뿐만 아니라 품성이 잘못되었다며 도리어 외가를 비난했다.
양녕이 세자로 책봉된 뒤, 대군시절 스승이던 계성군 이래가 빈객 겸 세자의 스승으로 결정되어 왕자들을 가르쳤다. 이래는 고려말 신돈에게 저항하던 선비인 이존오의 아들로서, 그 아버지를 닮아 그만큼 강직한 선비였다. 양녕대군이 한참 거짓 미치광이 노릇을 궁리할 때 별감으로부터 계성군의 출입을 보고받자 일부러 방석에 비스듬히 기대앉아서, 개 짖는 시늉을 하였다. 이래는 들어서자 이 괴상한 세자의 행동에 놀라 제지하고 양녕을 뒤흔들었다. 그러나 양녕은 개의 소리를 짖어대며, 마치 물어뜯을 것처럼 뛰어다니다가 이래의 바짓가랑이를 붙잡기도 했다. 이래가 다시 양녕의 어깨를 잡아 흔들자, 비로소 양녕은 처음 맞이하는 것처럼 대하였다. 이래는 밤 동안에 무척 초췌해 보이는 세자의 안색을 보고 개처럼 짖는 소리를 병으로 취급하였다.
그러나 양녕은 부인하였고 이래는 이후 태종에게 그 날에 있었던 일을 보고하였다. 그 뒤로도 이래는 세자의 언행을 낱낱이 임금 태종에게 아뢰었다. 세자는 이래 등 사부들이 와도 글을 배우려 하지 않고 다른 짓을 하였다. 동궁의 뜰 앞에 새덫을 해 놓고는 글을 배우다가도 새가 치이기만 하면 쏜살같이 달려나가곤 하였다. 또한 조정의 하례 때에는 머리가 아프니 배탈이 났느니 하고는, 동궁에서 혼자 새덫을 놓고 참새사냥을 즐기거나 드러누워 뒹굴면서 콧노래를 부르기도 하였다.
그는 품행이 자유분방하고 색을 밝혀 잦은 문제를 일으켰다. 유교적 교육과 엄격한 궁중생활, 특히 왕세자로서 지켜야 할 예의법도에 잘 적응하지 못하였다. 그리하여 부왕인 태종은 물론 엄격한 규범적 생활을 강조하는 유학자들의 우려 대상이 되었고, 부왕은 세자로서 모범을 보이도록 타이르고 심지어 벌을 내리기도 하였다. 그가 궁으로 데려온 한 기생 출신 첩의 존재를 알게 되자 태종은 그 기녀를 사형에 처했다. 양녕대군은 부왕 태종 역시 여러 여인을 첩으로 거느리는 것을 언급하며 항의하다가 끌려나가기도 했다.
이후에도 양녕의 품행은 자제되지 않았고 이에 유정현 등이 상소를 하여, 세자에서 폐위시킬 것을 상주하였다. 이때 유일하게 그의 세자 폐위를 반대한 것은 이조판서 황희 등 소수였다. 1418년 그는 세자에서 폐위되고 양녕대군에 봉해졌으며, 그 대신에 아우인 충녕대군(세종)이 세자로 책봉되었다.

#### 부왕과의 갈등
태종은 수차례에 걸쳐 여색을 금하고 인군으로서의 자질과 덕망을 쌓으라 하였으나 오히려 그는 부왕 태종이 여색을 밝히고 후궁을 들이는 것을 지적하였다. 그가 들인 후궁을 태종이 내침으로서 부왕 태종과의 갈등이 계속되었다. 1417년 태종이 아무도 모르게 보관하라고 준 왕친록(王親錄)을 열어봤다가 발각, 이것이 소문으로 퍼지면서 부왕 태종의 불신을 사게 되었다. 또한 전중추 곽선(郭旋)의 첩을 취한 사실도 밝혀졌다.
당시 조선에서 붓을 잘 만든다고 소문이 난 김호생이란 이가 있었다. 그는 사족 출신으로 붓을 만들었는데 호기심에 양녕은 김호생을 찾아가 그가 붓을 만드는 것을 보았고, 몰래 대궐에 들어와 세자에게 붓을 만들게 하였다. 그러나 어느 날 비밀리에 출입하던 중 내시에게 발각되어 도주하다 붙잡혀 어전에서 태종에게 심문을 받았다. 태종은 양녕이 몰래 시중의 잡것들을 불러들여 장난을 치는 등 체통없는 짓을 한다 하여 잡는 대로 혹 귀양보내기도 하고 혹 죽이기도 했다는데, 김호생에게 붓을 만들게 한 뒤 그의 재능을 본 뒤 오히려 기특히 여기고 김호생에게 특별이 공조(工曹)로 보내 필장(筆匠)직을 내렸다.

#### 세자 폐위 전후
어느날 밤 부왕 태종과 모후 원경왕후의 대화를 비밀리에 엿듣던 중 셋째 아들인 충녕대군의 재질이 뛰어나나 셋째 아들이라 아쉽다고 대화하는 내용을 엿듣게 되었다. 원경왕후 역시 태종의 주장에 동조하였다. 부왕과 모후의 뜻이 양녕대군에게서 떠나있다는 것을 간파한 효령대군은 열심히 공부하였다. 하루는 양녕대군이 술을 잔뜩 마시고 효령대군을 찾아갔다. 그는 효령에게 '공부해야 소용이 없다' 고 말했다. 부왕의 뜻이 충녕대군에게 있으니 다른 마음을 먹지 말라고 하였다는 야사가 전해 온다. 이에 크게 낙심한 효령대군은 매일 북을 치는데, 여느 스님과 달리 팔에 힘이 들어가 북 가죽이 늘어질 정도로 세게 쳤다. 그래서 속담에 늙은이의 늘어진 뱃가죽을 효령 북이라 부르기도 한다. 결국 충격을 견디지 못한 효령대군은 모든 공부를 중단하고 출가한 후 합천 해인사로 들어갔다.
1418년(태종 18년) 유정현 등이 세자 양녕을 탄핵하였다. 이때 이미 사람들에게 신망을 잃은 양녕을 비호한 이는 황희 등 소수였다.

### 세자 폐위 배경
김시양(金時讓)은 저서 자해필담(紫海筆談)에서 양녕대군의 폐세자 원인에 세가지 추론을 하였다. 첫 번째로는, 양녕과 아버지 태종의 관계에 대해서 그는 양녕대군이 세자로 있을 때 태종의 뜻이 세종(충녕대군)에게 있는 것을 알고 일부러 미친 척하고 자리를 사양하니 태종이 곧 폐하여 세종을 세웠다는 것이고, 두 번째로는 양녕대군과 동생 충녕대군의 관계에 대해서, 양녕대군이 세자 자리에서 폐위된 뒤 한성에서 외지로 쫓겨나 경기도 이천군에서 귀양살이를 할 때 세종대왕이 몰래 양녕대군을 불러 위로했다고 한다.
그가 부왕의 뜻이 충녕대군에게 있음을 알게 된 것이 세자 책봉 직후라는 설과 세자 책봉 후 어느 날 우연히 듣게 되었다는 전설이 전한다. 부왕의 침전으로 문안차 들어가던 중 그는 문 밖에서 부왕 태종과 모후 민씨의 대화를 비밀리에 엿듣게 되었다. 그에 의하면 부왕 태종은 '충녕과 양녕이 바뀌어 태어났더라면, 장차 백성들이 요순의 다스림을 받아 태평성대에서 살게 될 것'이라며 한탄하였고
모후 민씨 역시 '충녕이 맏이었어야 할 것'이라며 아쉬워했다.
그러나 조선왕조실록에서는 이와 다르게 기록하고 있는데, 세자(양녕대군)의 계속된 비행으로 아버지 태종이 몇번 질책하자, 불만을 품고 태종에게 “자신은 잘못이 없으며, 아버지(태종)은 모든 일을 마음대로 하시면서 왜 저만 못하게 하시느냐”하는 상소를 올려 태종을 비난했다. 이에 분노한 태종은 세자를 폐하여 이천군으로 귀양보내고 동생 충녕대군에게 세자 자리를 넘겨주었다고 한다. 그해 5월 결국 세자에서 폐위되고 만다. 다른 전승에 의하면 지난 날 부왕 태종과 방석, 방번, 그리고 방간 등 숙부들과의 골육상쟁을 떠올리며 최종적으로 충녕에게 양보하기로 결심했다는 전승도 전한다.

### 세자 폐위 이후
이후 출궁을 청하는 상소가 거듭되어 태종은 하는 수 없이 출궁을 명하였고, 경기도 광주군의 사저로 내려갔다. 떠나는 양녕대군에게 여자 종 13인과 남자 종 10여인을 데리고 가게 하였다. 또한 특별히 배려하여 그가 평소에 아끼고 사랑하였던 여인도 데려가게 하였고, 그 외에 일상 쓰던 여러 가지 가재도구도 다 가지고 가게 하였다. 그런데 다만 매와 활은 두고 가게 하였다고 한다. 태종은 모든 것을 양녕대군이 살기에 부족함이 없게 하여 주도록 명령하였다.
대궐을 떠나던 날 양녕대군은 광나루 포구에서 "앞으로는 이 땅을 두 번 다시 볼 수 없겠구나!" 하며 한탄하고 눈물을 지었다는 전설이 전해지기도 한다. 광주의 사저로 나온 양녕대군에게 책이라고는 다만 논어(論語)와 대학(大學) 이외의 책은 금지시켰다. 그 뒤 그는 팔도 각지를 유랑하며 사대부, 풍류객, 기녀들과 사귀면서 일생을 마쳤다.
1418년 충녕대군이 왕위에 올랐다. 동생 세종대왕은 이천군에 유배된 형 양녕대군을 석방하였다. 그러나 동생의 즉위 이후에도 사이는 좋았다고 한다. 세종의 즉위 뒤에도 여러 번 비행을 저질렀는데, 부왕 태종과 모후 원경왕후의 사후 비행의 강도가 더해졌다. 과거의 왕세자였고 현재 왕이 동생이라는 점 때문에, 일거일동이 세밀한 관찰과 감시의 대상이 되어 번번이 그것도 수십 차례에 걸쳐 언관들로부터 탄핵되었다. 특히 자신의 며느리까지 범하는등 인간 이하의 행위까지 서슴지 않았고 이에 충격을 받아 아들이 목을 매 자결할 정도였다.
이러한 그의 비행에 대해 신하들은 여러 번 탄핵하였으나 세종은 그를 배려해 벌하지 않았다. 그러다가 1453년에 계유정난이 일어나자 조카 수양대군의 편을 들어 그를 독려했고, 심지어는 안평대군을 사사하라고 간청까지 했다고 한다. 그리고 계유정난이 끝나자 단종을 죽이라고 간청까지 했다고 한다. 일설에는 자신의 자리를 빼앗은 동생 세종에 대한 보복이라는 설이 있으나 확실하지 않으며, 이에 대한 이유는 아직도 논란이 되고 있다.

### 사망
1462년(세조 8년)에 69세로 세상을 떠났다. 문학에 재능이 있었다고 한다. 시와 서에 능하였으며 국보 1호였던 숭례문의 현판의 글씨도 양녕대군이 썼다고 한다.
자녀는 정실에서 3남 5녀를 두고, 측실에서 7남 12녀를 두었다. 죽으면서 유언하기를 '나라의 예장을 받지 말며 묘비도 세우지 말것이며 상석도 놓지 말고 산소치장을 극히 검소하게 하라.'고 하였다. 강정(剛靖)의 시호가 내려졌다.

### 사후
장지는 경기도 금천군 강적골 곤좌간향에 안장되었는데, 지금의 '서울특별시 동작구 상도동 산65-42'(양녕로 167)이다. 사후 세종의 묘정(廟庭)에 배향되었다. 석물을 세우지 말라는 유언에도 불구하고 그의 7대손 참판 만(曼)과 8대손 성항(性恒)이 상의하여 단출한 상석을 놓고 짤막한 묘비를 세웠다. 그러나 1910년 한일병합 전야인 8월 26일 밤 갑자기 파괴되었다.
사후 그는 음란함과 문란함의 대명사가 되어 그의 시문과 작품 중 상당수가 인멸되거나 사라졌다. 또한 1457년(세조 2년) 단종의 죽음을 애도하며 지은 시까지 언급되며 문제시되었다. 그러나 숙종 때 숙종이 우연히 퇴락한 그의 사당을 발견함으로써 복권되고 사당 개수의 명이 내려졌다.
후일 1966년 1월 소설가 박종화가 그의 일대기를 배경으로 한 소설 양녕대군을 부산일보에 연재하여 1968년 12월 31일까지 연재하였다.

## 작품
- 숭례문 현판
- 경회루 현판
- 후적벽부 병풍
- 어리출궁항의문

## 가족 관계
본부인 수성부부인 광산김씨에게서 3남 5녀, 첩실에게서 7남 12녀 등 총 10남 17녀를 두었다.
- 정부인 : 수성부부인 광산김씨(隨城府夫人 光山金氏) - 광산군(光山君) 김한로(金漢老)의 딸
  - 적1남 : 순성군(順成君) 희안공(僖安公) 이애(李𧪚, 1414년 6월 23일 - 1462년 9월 2일)
  - 자부: 신씨(申氏, ? ~ 1453년 11월 27일)
  - 첩부: 이름 미상, 양민 출신
    - 서손 : 오천 부정(烏川副正) 이사종(李嗣宗), 장손이지만 서손이라서 봉제사를 두고 둘째 삼촌 이포의 후손들이 이의를 제기하였다.

  - 적2남 : 함양군(咸陽君) 이안공(夷安公) 이포(李布, 1417년 - 1475년 6월 21일)
  - 자부 : 태인 군부인(泰仁郡夫人) 이씨(李氏)
  - 적3남 : 서산군(瑞山君) 이혜(李譿, 1420년 - 1451년 4월 10일)
  - 자부 : 양천 현부인(陽川縣夫人) 김씨(金氏, ? - 1464년 6월 5일)
  - 적1녀 : 재령군주(載寧郡主, 또는 전의현주 全義縣主, ? ~ 1444) - 여주 이씨 지돈령(知敦寧) 이자(李孜)에게 출가(出嫁)
  - 적2녀 : 경주 이씨 중추부사 이번(李蕃)에게 출가(出嫁)
  - 적3녀 : 영평현주(永平縣主) - 안동 김씨 주부(主簿) 김철균(金哲勻)에게 출가(出嫁)
  - 적4녀 : 밀양 박씨 군수(郡守) 박수종(朴壽宗)에게 출가(出嫁)
  - 적5녀 : 영천군주(永川郡主,1412년 ~ 1442년 4월 5일)
- 기생 봉지련 : 양녕대군이 혼인하고 4년후 정을 통했던 기생이다.
- 이름 미상
  - 서1남 : 고정부정(古丁副正) 이겸(李謙)
  - 서2남 : 장평부정 이흔(李訢), 사후 도정으로 추증됨. 이승만의 15대조
  - 서3남 : 계천도정 이성(李誠)
  - 서4남 : 봉산부정 이순(李諄)
  - 서5남 : 안창정 이심(李諶)
  - 서6남 : 밀산부정 이광석(李廣石) (선원계보에는 밀산(密山)부정으로 쓰여 있으나, 실록에는 돌산(突山)부정으로 기록됨)
  - 서7남 : 금지부정 이광근(李廣根)
- 기생 어리 : 원래 곽선의 첩이었다.
  - 서1녀 : 이애중(李愛重, 1451 ~ ?) - 상장(上將) 이종경(李宗慶)과 혼인
- 초궁장 : 초궁장은 양녕대군의 백부 상왕 정종의 애첩이었다
- 기생 정향
- 기생 칠점생
- 노비 출신(이름 미상)
  - 서2녀 : 연안 김씨 부령(部令) 김암(金巖)과 혼인
- 측실(이름 미상)
  - 서4녀 : 현감(縣監) 김승간(金承幹)과 혼인
  - 서5녀 : 사직(司直) 김오(金澳)와 혼인
  - 서6녀 : 광산 김씨 현령(縣令) 김원(金瑗)과 혼인
  - 서7녀 : 좌리공신 영의정 청성부원군(淸城府院君) 영의정 한치형(韓致亨)의 초취(첫 번째부인)
- 노비 출신
  - 서3녀 : 안동 권씨 부사(府使) 권치중(權致中)의 처 - 증외손녀가 연산군의 후궁이 됨(숙의 곽씨)
  - 서8녀 : 현주 이구지(仇之) - 안동 권씨 별좌 권덕영(權德榮)과 혼인
- 이름 미상
  - 서9녀 : 강진 유씨 창승(倉承) 유석번(兪碩蕃)과 혼인
  - 서10녀 : 봉사(奉事) 김의(金儀)와 혼인
  - 서11녀 : 부안 임씨 정남 임중(林重)과 혼인
  - 서12녀 : 현주 이건이

## 양녕대군이 등장한 작품

### 드라마
- 《세종대왕》 (KBS, 1973년, 배우:박근형)
- 《연지》 (MBC, 1978년, 배우:이계인)
- 《추동궁 마마》 (MBC, 1983년, 배우:송기윤)
- 《뿌리깊은 나무》 (MBC, 1983년, 배우:송기윤)
- 《설중매》 (MBC, 1984년, 배우:송기윤)
- 《파천무》 (KBS, 1990년, 배우:양영준)
- 《한명회》 (KBS, 1994년, 배우:박병호)
- 《용의 눈물》 (KBS, 1996년~1998년, 배우:이민우, 아역:김민우)
- 《왕과 비》 (KBS, 1998년~2000년, 배우:신구)
- 《대왕 세종》 (KBS, 2008년, 배우:박상민, 이인)
- 《인수대비》 (JTBC, 2011년~2012년, 배우:박웅)
- 《장영실》 (KBS, 2016년, 배우:이병욱)
- 《태종 이방원》 (KBS, 2021년, 배우:이태리(구 이민호), 아역:김준의)

### 영화
- 《주유천하》 (1962년, 배우:신영균)
- 《나는 왕이로소이다》 (2012년, 배우: 백도빈)

### 연극
- 《세종대왕》(배우:정호근)

## 야화
충녕대군이 왕이 되고 나서 어느날 양녕대군이 효령대군이 있는 절에 가서 고기를 구워먹은적이 있었다. 효령과 중들이 그걸 말리려 했지만 양녕의 말 한마디로 모두 잠잠해졌다.
" 내가 살아서는 임금의 형님이고 내가 죽어서는 불자의 형님인데 내가 무엇이 두렵겠느냐?"
왕이 되지는 못했지만 세종보다 오래 살며 사냥도 하고 인생을 즐기며 살았다고 한다.

## 시
| “ | '영매'(詠梅) 讀書三月不窺園 / 글 읽노라 정원도 돌아보지 못했는데 未覺苑林綠已繁 / 어느덧 원림에 녹음이 우거졌네 梅子欲成春又晩 / 매실이 익어가니 봄도 다 갔는데 ?將幽思立黃昏 / 부질없이 깊은 생각에 황혼도 모르네 | ” |

| “ | 제향산승축(題香山僧軸) 山霞朝作飯 / 산의 노을로 아침에 밥을 짓고 蘿月夜爲燈 / 숲 사이 돋는 달로 밤에 등불을 삼네 獨宿孤庵下 / 외로운 암자 찾아와 홀로 자니 惟存塔一層 / 중들은 어디가고 탑만 서 있네. | ” |

## 기타
정치에는 관심이 없었고 시, 서예 등 예술에 관심을 가졌고 일생을 풍류객으로서 자유분방한 생을 지냈다. 시(詩)에 능하고 글씨를 잘 썼으며, 서울 남대문의 편액(扁額) 숭례문(崇禮門)은 그의 필적이었다.

### 아들 서산군의 울화병
조선왕조실록의 세종실록의 세종 32년의 기사에 의하면 3남 서산군의 비행과 사고 원인에 대해 아버지 양녕대군이 그의 첩을 빼앗았기 때문이라 기록하였다. 그에 의하면 '혜(譿)는 양녕 대군(讓寧大君) 이제(李禔)의 아들인데, 사랑하는 첩을 아비에게 빼앗기고 심화병을 얻어, 술김에 자주 사람을 죽인 까닭에, 이 명령을 내린 것이다.'라는 것이다.

### 노비 왕손
양녕대군에게는 노비 출신 첩에게서 얻은 딸과 노비 외손녀가 있다. 왕자가 천민에게서 자녀를 얻었을 경우에는 천민으로 간주하지 않고 왕족으로 간주한다. 따라서 왕족이 천민에게서 얻은 자녀는 조선의 법률상 천인이 아니기에 천인과 결혼할 수 없다. 그의 8번째 서녀 이구지는 남편 권덕영의 사후 권덕영의 종 천례(天禮)와의 사이에서 딸을 얻었는데 이름은 준비(准非)이다. 준비는 1488년 무렵 평민에게 출가하였으나 남편의 인적사항은 전하지 않는다.
종과 간통하여 얻은 딸을 혼인시키는 과정에서 간통 사실이 드러나 김종직 등의 탄핵 을 받고 관아로 끌려가 추국당하면서 왕실에까지 알려지게 되었다. 이구지는 사사되었으나, 종과의 사이에서 얻은 딸 준비는 이미 혼인했음으로 연좌되지 않았다.

## 평가
김시양은 평가하기를 '양녕이 능히 때에 따라 속마음을 감추고 이럭저럭 지내감으로 주위 사람들의 환심을 얻었으며 세종도 양녕을 높이고 사랑하여 여러 차례 대궐로 맞아들여 술을 대접하였다. 또 양녕이 사냥을 좋아하매 세종이 여러 번 성밖으로 나아가 맞이하시니 형제간의 지극한 정의가 이를 데 없었다'라고 평가하였다.<양녕대군은 세자가 되었을 때, 태종의 뜻이 세종에게 있는 것을 알고 일부러 미친 체하고 사양하니, 태종이 결국 폐하고 세종을 세웠다. 양녕이 능히 때에 따라 자기의 재주를 감추어 드러내지 않고 이럭저럭 지냈기 때문에 내외(內外)ㆍ상하(上下)에 모두 환심을 얻었고, 세종도 양녕을 높이고 사랑하여 매양 대궐로 맞아들여 술을 대접하고 거의 매일 서로 즐겼다. 여러번 잔치하는 기구를 주셨고 양녕이 사냥을 좋아하므로 세종이 여러번 성 밖으로 나가 청하니, 지극한 정의가 무간(無間)하였다. 세조(世祖)가 임금이 된 뒤에 왕자와 대신이 많이 죽음을 당하였지만, 양녕은 능히 지혜로써 스스로를 보전하였고, 세조도 혐의없이 높이 대우하니, 사람들은 그가 임금 자리를 사양하여 어진 이에게 밀어 준 것을 어려운 일이라 하지 않고, 끝까지 몸을 잘 보전한 것을 더욱 어렵다 하였다.>

## 기타
서울특별시 동작구 상도동 산65-42에는 지덕사부묘소(至德祠附墓所)가 있는데 지덕(至德)이란 중국 주(周)나라 때 태왕(太王)이 맏아들 태백과 둘째아들 우중을 건너뛰어 셋째아들 계력에게 왕위를 물려할 때 태백과 우중 두 형제는 부왕의 뜻을 헤아려 삭발하고 은거하며 왕위를 사양했다. 훗날 공자(孔子)가 태백은 지덕, 우중은 청권이라고 칭송하였다. 이러한 고사를 바탕으로 양녕대군을 모시는 사당을 지덕사부묘소, 효령대군을 모시는 사당을 청권사부묘소라 하였다.

## 같이 보기
| - 조선 왕 가계도 - 태종 - 세종 - 문종 - 단종 - 세조 - 민제 - 민변 - 민무구 - 민무회 - 민무휼 - 민무질 | - 계유정난 - 세조 찬위 - 효령대군 - 성녕대군 - 김한로 - 효령대군 - 안평대군 - 금성대군 - 세조 반정 - 장평도정 - 서산군 - 이경정 | - 김개 - 고정정 - 이구지 - 이건이 - 순성군 - 서산군 - 이억기 - 이순신 - 이승만 - 이외수 - 이대수 - 이승기 - 이준기 |

## 참고 문헌
- 태조실록
- 태종실록
- 세종실록
- 문종실록
- 단종실록
- 세조실록
- 국조보감
- 대동야승
- 연려실기술